# Distretto di Şenpazar
Il distretto di Şenpazar (in turco Şenpazar ilçesi) è uno dei distretti della provincia di Kastamonu, in Turchia.